# BM Granollers
BM Granollers  (pełna nazwa:Club Balonmano Granollers ) – męski klub piłki ręcznej z Hiszpanii, powstał w 1944 roku w Granollers. Klub występuje w hiszpańskiej Liga ASOBAL.

## Sukcesy

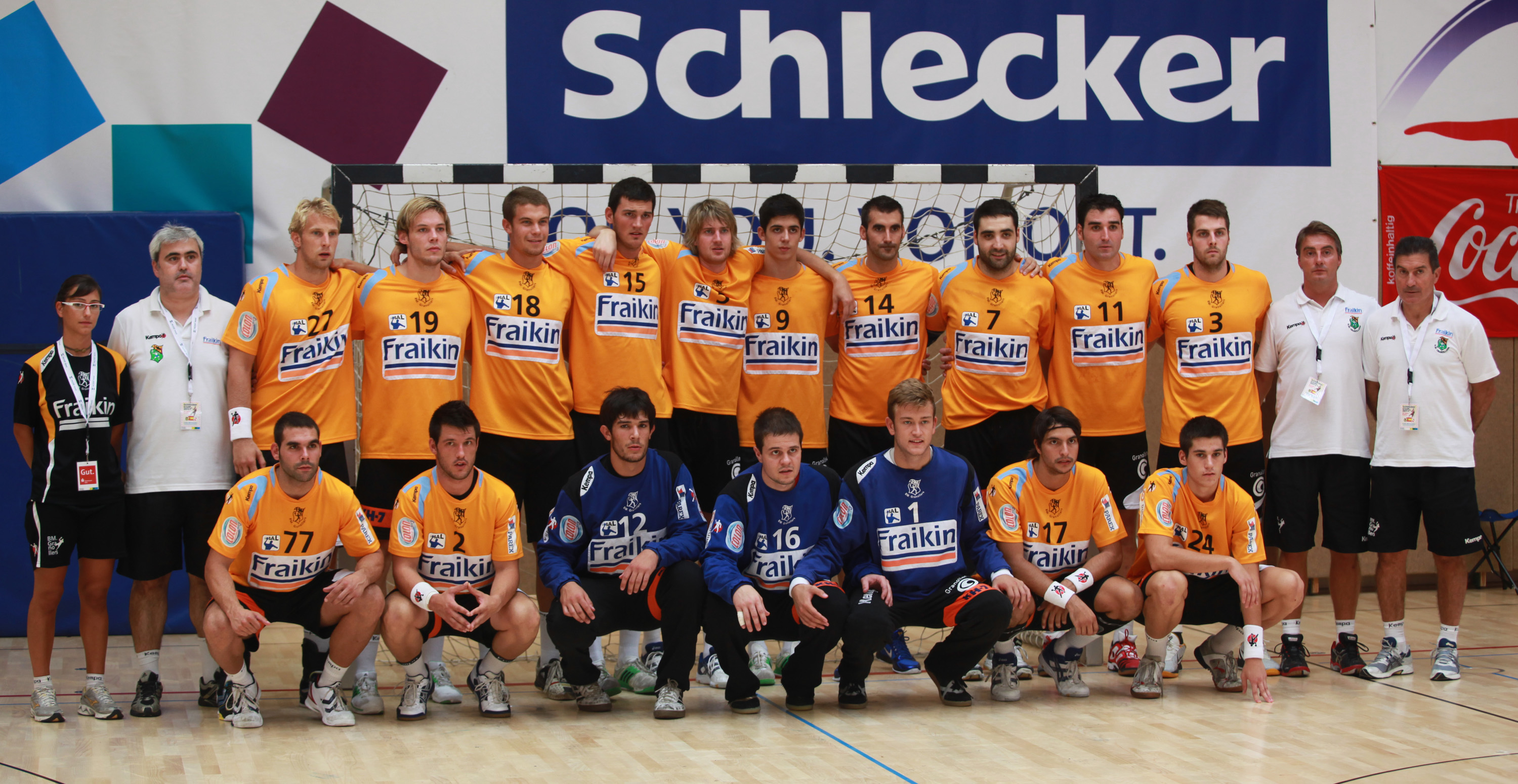
BM Granollers 2011

- Mistrzostwo Hiszpanii: (10x)  1959, 1960, 1961, 1966, 1967, 1968, 1970, 1971, 1972, 1974)
- Puchar Króla:  (3x) (1958, 1970, 1974)
- Puchar Ligi ASOBAL:  (1x) (1994)
- Puchar Zdobywców Pucharów:  (1x) (1976)
- Puchar EHF:  (2x) (1995, 1996)